# Dinastía hotaki
La dinastía hotaki (en pastún: د هوتکيانو ټولواکمني‎, en persa: امپراتوری هوتکیان‎), también conocida como afganos hotaki, fue una dinastía de origen afgano que gobernó brevemente partes de Irán y Afganistán durante la década de 1720. tras ser establecida en abril de 1709 por Mirwais Kan Hotak, después de haber dirigido en 1708 una exitosa rebelión contra el Imperio safávida en Kandahar.
En 1715, Mir Wais murió de una causa natural y le sucedió su hermano Abdul Aziz. Los ghilzai persuadieron a Mir Mahmud Hotaki, hijo de Mir Wais, para que tomase el poder, y en 1717 derrocó y mató a su tío. Mir Mahmud invadió Persia y tras vencer en la batalla de Guinabad frente a los safávidas, depuso al sah y se proclamó sah en 1722. Ese mismo año, Rusia y después el Imperio otomano invadieron Persia, dejando gran parte del país en manos afganas, y Mir Mahmud gobernó hasta su muerte en 1725. Ashraf Kan le sucedió en el cargo, y cuando las pocas tropas leales al antiguo príncipe safávida Tahmasp parecían abocadas al fracaso se les unió con sus tropas Nadir Qoli Beig más conocido como Nadir Sah, y con su ayuda en 1726 recuperaron la capital Isfahán. Los afganos hotaki fueron expulsados definitivamente tras la derrota en la batalla de Damghan en 1729 por los afsaridas, y Tahmasp subió al trono de sus antepasados como Tahmasp II.
Hussain Hotaki se convirtió en el último rey de la dinastía hasta que fue derrotado también en 1738, cuando Ahmad Shah Durrani le venció durante el largo asedio de Kandahar.

## Dinastía de los hotaki
| Nombre                                    | Imagen | Inicio de gobierno | Fin de gobierno |
| ----------------------------------------- | ------ | ------------------ | --------------- |
| Mirwais Kan Hotak (Emir)                  |        | 1709               | 1715            |
| Alam Khan Hotaki (Emir)                   |        | 1715               | 1717            |
| Mir Mahmud Hotaki (Emir y sah desde 1722) |        | 1715               | 1725            |
| Ashraf Kan (Emir)                         |        | 1725               | 1729            |
| Shah Hussain Hotaki (Emir)                |        | 1729               | 1738            |

## Árbol genealógico de los Hotaki
|  |  |                   |                   |                   |                   |                   |                   |                   |                   |  |  |  |  | Ali Khan Hotaki  |  |  |  |  |  |                           |                           |                           |                           |                           |                           |  |  |  |  |  |  |  |  |                        |                        |                        |                        |                        |                        |  |  |  |  |  |  |  |  |  |  |  |  |  |  |  |  |  |  |  |  |
|  |  |                   |                   |                   |                   |                   |                   |                   |                   |  |  |  |  |                  |  |  |  |  |  |                           |                           |                           |                           |                           |                           |  |  |  |  |  |  |  |  |                        |                        |                        |                        |                        |                        |  |  |  |  |  |  |  |  |  |  |  |  |  |  |  |  |  |  |  |  |
|  |  |                   |                   |                   |                   |                   |                   |                   |                   |  |  |  |  | Alam Khan Hotaki |  |  |  |  |  |                           |                           |                           |                           |                           |                           |  |  |  |  |  |  |  |  |                        |                        |                        |                        |                        |                        |  |  |  |  |  |  |  |  |  |  |  |  |  |  |  |  |  |  |  |  |
|  |  |                   |                   |                   |                   |                   |                   |                   |                   |  |  |  |  |                  |  |  |  |  |  |                           |                           |                           |                           |                           |                           |  |  |  |  |  |  |  |  |                        |                        |                        |                        |                        |                        |  |  |  |  |  |  |  |  |  |  |  |  |  |  |  |  |  |  |  |  |
|  |  |                   |                   |                   |                   |                   |                   |                   |                   |  |  |  |  |                  |  |  |  |  |  |                           |                           |                           |                           |                           |                           |  |  |  |  |  |  |  |  |                        |                        |                        |                        |                        |                        |  |  |  |  |  |  |  |  |  |  |  |  |  |  |  |  |  |  |  |  |
|  |  | Mirwais Kan Hotak | Mirwais Kan Hotak | Mirwais Kan Hotak | Mirwais Kan Hotak | Mirwais Kan Hotak | Mirwais Kan Hotak |                   |                   |  |  |  |  |                  |  |  |  |  |  |                           |                           |                           |                           |                           |                           |  |  |  |  |  |  |  |  | Abdul Aziz Khan Hotaki | Abdul Aziz Khan Hotaki | Abdul Aziz Khan Hotaki | Abdul Aziz Khan Hotaki | Abdul Aziz Khan Hotaki | Abdul Aziz Khan Hotaki |  |  |  |  |  |  |  |  |  |  |  |  |  |  |  |  |  |  |  |  |
|  |  | Mirwais Kan Hotak | Mirwais Kan Hotak | Mirwais Kan Hotak | Mirwais Kan Hotak | Mirwais Kan Hotak | Mirwais Kan Hotak |                   |                   |  |  |  |  |                  |  |  |  |  |  |                           |                           |                           |                           |                           |                           |  |  |  |  |  |  |  |  | Abdul Aziz Khan Hotaki | Abdul Aziz Khan Hotaki | Abdul Aziz Khan Hotaki | Abdul Aziz Khan Hotaki | Abdul Aziz Khan Hotaki | Abdul Aziz Khan Hotaki |  |  |  |  |  |  |  |  |  |  |  |  |  |  |  |  |  |  |  |  |
|  |  |                   |                   |                   |                   |                   |                   |                   |                   |  |  |  |  |                  |  |  |  |  |  |                           |                           |                           |                           |                           |                           |  |  |  |  |  |  |  |  |                        |                        |                        |                        |                        |                        |  |  |  |  |  |  |  |  |  |  |  |  |  |  |  |  |  |  |  |  |
|  |  |                   |                   | Mir Mahmud Hotaki | Mir Mahmud Hotaki | Mir Mahmud Hotaki | Mir Mahmud Hotaki | Mir Mahmud Hotaki | Mir Mahmud Hotaki |  |  |  |  |                  |  |  |  |  |  | Husain Sultan Khan Hotaki | Husain Sultan Khan Hotaki | Husain Sultan Khan Hotaki | Husain Sultan Khan Hotaki | Husain Sultan Khan Hotaki | Husain Sultan Khan Hotaki |  |  |  |  |  |  |  |  | Ashraf Kan             | Ashraf Kan             | Ashraf Kan             | Ashraf Kan             | Ashraf Kan             | Ashraf Kan             |  |  |  |  |  |  |  |  |  |  |  |  |  |  |  |  |  |  |  |  |